# Roubo das mãos de Juan Domingo Perón

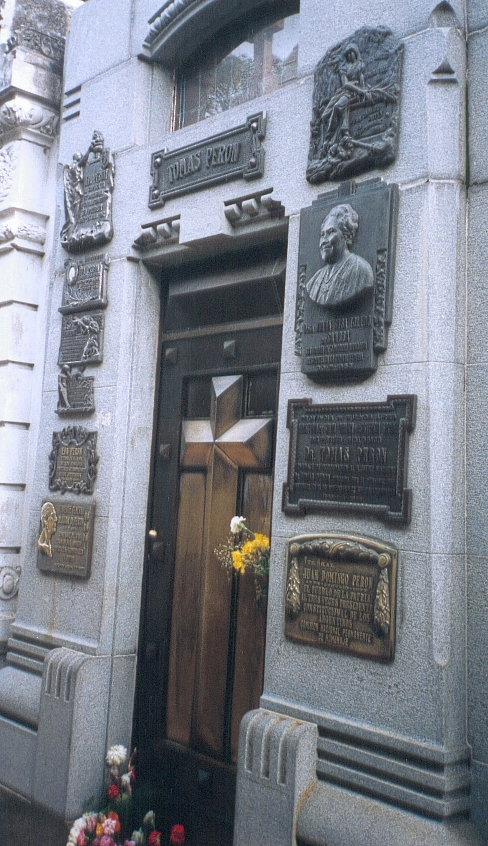
Túmulo moderno de Juan Domingo Perón. Antes da profanação, seu túmulo estava em outro local.

O roubo das mãos de Juan Domingo Perón refere-se à profanação do túmulo do ex-presidente da Argentina, realizada por desconhecidos no dia 29 de junho de 1987.

## Incidente
Depois da morte de Juan Perón no dia 1 de julho de 1974, seu corpo foi embalsamado e enterrado em um caixão no túmlo familiar de Perón no Cemitério da Chacarita, localizado na cidade de Buenos Aires.
Em junho de 1987, 13 anos após sua morte, o Partido Justicialista recebeu uma carta anónima, que alegou que as mãos de Perón haviam sido roubadas do seu túmulo, junto com seu boné militar e seu sable. A carta exigia também que o partido pagasse 8 milhões de dólares em resgate por sua restituição.
Quando as autoridades verificaram o túmulo de Perón, descobriram que de fato tinha sido profanada, e haviam retirado as suas mãos e outros objetos. Os especialistas forenses que examinaram o corpo disseram que a mutilação tinha ocorrido poucos dias antes da descoberta. Uma fonte afirmou que o túmulo tinha sido assaltado o dia 29 de junho, e que um poema que o general tinha escrito a sua última esposa, Isabel, também tinha sido roubado do túmulo. Nesse momento, algumas notícias informaram que as mãos se haviam retirado com "um instrumento cirúrgico", mas depois os relatórios do Estado indicaram que o desmembramento foi feito com uma serra eléctrica.

## Investigação
O então chefe do Partido Justicialista, Vicente Saadi, negou-se a pagar o resgate. Uma investigação criminal foi iniciada sob a direção do juiz Jaime Far Suau. Embora seis homens tenham sido presos e cinco processados, nenhum foi formalmente acusado em relação ao incidente.
Muitos dos envolvidos na investigação do desaparecimento das mãos de Perón ja morreram, em muitos casos assassinados. Jaime Far Suau faleceu no dia 22 de novembro de 1988 num acidente automotivo enquanto viajava para visitar a seu filho em Bariloche, inexplicavelmente a peritagem que deveria ter sido efectuada para determinar as causas do acidente não foi realizada. Naqueles dias, o chefe da Polícia Federal, Juan Angel Pirker, que investigava o caso a pedido do juiz Far Suau, foi encontrado morto no seu gabinete, aparentemente devido a um ataque de asma. O comissário Carlos Zunino, um dos detectives, escapou ileso de uma invasão à sua casa em que foi baleado na cabeça, e Luis Paulino Lavagna, um dos serenos do Cemitério de Chacarita, foi encontrado morto perto da necrópole onde repousa o corpo de Perón, aparentemente de uma paragem cardiorrespiratória não traumática, embora uma autópsia posterior ordenada pela justiça argentina tenha determinado que tinha sido espancado até à morte. Até o momento, as investigações sobre as mortes do juiz Far Suau e de sua companheira, Susana Guaita, ainda não foram retomadas para determinar se foi uma tentativa de assassinato.
Há evidências de que o roubo pode ter tido algum apoio dos serviços secretos argentinos, pois os ladrões usaram uma chave para entrar no mausoléu.
No retorno à democracia, em dezembro de 1983, a política radical Luzia Alberti foi nomeada por Enrique Coti Nosiglia ―Ministro do Interior durante o governo de Raúl Alfonsín― como administradora do Cemitério da Chacarita. Ela foi acompanhada nessa tarefa por Carlos Belo, relacionado ao líder dos barrabravas do clube de futebol Boca Juniors.
Em 1994, a investigação foi reaberta quando um conjunto de chaves do cemitério na 29ª delegacia de polícia e, em 2008, o arquivo com a investigação foi roubado da casa do juiz que estava encarregado dela. A teoria atual é o motivo político, já que a investigação do motivo econômico, que alegava que o roubo era por um anel que teria a chave para abrir um suposto cofre na Suíça, foi esgotada em 1996. Alguns alegam que a CIA tem informações classificadas da profanação do cadáver de Perón e não há resposta para a solicitação de desclassificação até o momento.

## Cultura popular
Em seu livro Perón, a outra morte (1997), os escritores Damian Nabot e David Cox afirmavam que a loja maçônica P2 (Propaganda Due) ―da qual Perón havia sido membro― estava envolvida no roubo e que algum tipo de ritual teria sido realizado.
O incidente é brevemente mencionado na novela Logia (2014), do chileno Francisco Ortega, com base  na suposta conexão entre Perón e a loja P2.
A antropóloga argentina Rosana Guber escreveu que as mãos de Perón eram vistas pelos argentinos como um símbolo de seu poder, e que seu roubo não era apenas uma simples questão criminal, mas também tinha um profundo significado cultural.
Com a democracia frágil que havia sido restaurada em dezembro de 1983, após a ditadura que tinha ocupado o poder desde 1976, a mais sangrenta que tivesse experimentado o país, Guber analisou o roubo das mãos como um símbolo da tentativa de voltar a atacar a democracia. O motivo político de desestabilizar a democracia ainda está em vigor. Os restos mortais do Perón estão atualmente descansando no mausoléu da Quinta de San Vicente com cuidados de preservação.
Lyman Johnson viu o desmembramento como "um catalizador para destruir o culto simbólico a Perón". De acordo com Lyman, com a ausência das mãos de Perón, seu corpo se tornou menos importante e sua importância como figura religiosa também foi reduzida em comparação com a de sua segunda esposa, Eva Perón.
A novela As mãos de Perón (2016), de Julio Carreiras, é uma obra de ficção que toma como ponto de partida a profanação do túmulo de Perón.